# Bethesda Softworks
Bethesda Softworks er et amerikansk aktieselskab ejet af ZeniMax Media, og grundlagt i 1986 af Christopher Weaver med base i Maryland, USA. Firmaet udgiver computerspil, mens dens anden del Bethesda Game Studios udvikler. Bethesda var grundlagt som en del af Media Technology Limited, og i1999 blev det en del af ZeniMax Media.
De er måske mest kendt for udvikling af The Elder Scrolls til PC og Xbox. Serien omfatter:
- Arena (1994)
- Daggerfall (1996)
- Battlespire (1997)
- Redguard (1998)
- Morrowind (2002)
- Oblivion (2006)
- Skyrim (2011)

En anden kendt serie, Fallout, er blevet mere og mere populær i den seneste tid. Bethesda Softworks har overtaget serien fra Black Isle, som gik konkurs efter det andet hovedspil, og en masse spin-off's. Den del af serien BS har lavet omfatter:
- Fallout 3 (2008)
- Fallout: New Vegas (2010)
- Fallout 4 (2015)

Danskeren Julian Le Fay var chefprogrammør på både Arena og Daggerfall.
Andre spil er:
- The Terminator serien (Skynet, Future Shock)
- Sea Dogs
- Dishonored (2012)
- Dishonored 2 (2016)